# Mayanup
Mayanup är en ort i Australien. Den ligger i kommunen Boyup Brook och delstaten Western Australia, omkring 230 kilometer söder om delstatshuvudstaden Perth.
Trakten runt Mayanup är nära nog obefolkad, med mindre än två invånare per kvadratkilometer.. Närmaste större samhälle är Boyup Brook, omkring 13 kilometer nordväst om Mayanup.
Trakten runt Mayanup består till största delen av jordbruksmark. Genomsnittlig årsnederbörd är 739 millimeter. Den regnigaste månaden är september, med i genomsnitt 141 mm nederbörd, och den torraste är februari, med 7 mm nederbörd.